# Caranavi
Caranavi – miasto w Boliwii, w departamencie La Paz, w prowincji Caranavi.